# Antitoxina
O soro heterólogo hiperimune ou antitoxina é produzido através da injeção de um antígeno específico na corrente sanguínea de animais, geralmente cavalos. O sistema imunológico do animal produz os anticorpos contra aquele antígeno, que formarão a base ativa do soro.
Nos EUA, a antitoxina é disponibilizada para o tratamento do botulismo e difteria. A doença do soro pode ser uma complicação da administração deste produto, em virtude de uma reação à proteína do cavalo.